# Charles Tomlinson
Alfred Charles Tomlinson (Stoke-on-Trent, 8 gennaio 1927 – 22 agosto 2015) è stato un poeta e traduttore inglese.

## Biografia
È nato e cresciuto nella cittadina di Stoke-on-Trent, Staffordshire. Ha studiato inglese al Queens’ College di Cambridge, insieme a Donald Davie. Prima di lasciare l'università ha passato un anno in Liguria e poi ha insegnato alla scuola elementare. Più tardi è diventato Professore Emerito di Poesia all'Università di Bristol.
Il suo primo libro di poesie è stato pubblicato nel 1951 e Collected Poems da Oxford University Press nel 1985, seguito poi da Selected Poems: 1955-1997 nel 1997. Dal 2000 ha pubblicato due raccolte, Skywriting (2004) e Cracks in the Universe (2006), edite entrambe da Carcanet.
Charles Tomlinson eccelle come autorevole traduttore di poesie dal russo, dallo spagnolo e dall'italiano, compresi i lavori di Antonio Machado, Fëdor Ivanovič Tjutčev, César Vallejo ed Attilio Bertolucci. Ha inoltre collaborato con lo scrittore messicano Octavio Paz. Ha pubblicato il libro Oxford Book of Verse in English Translation ed i Selected Poems di William Carlos Williams.
È anche un artista, In Black and White: The Graphics of Charles Tomlinson, con introduzione del Premio Nobel Octavio Paz, è stato pubblicato nel 1976.
Nel 1991 ha registrato tutte le sue poesie pubblicate per la Keele University. È stato insignito dell'Ordine dell'Impero Britannico dalla Regina nel 2002. Lui e la moglie Brenda vivono in un cottage a Ozleworth, vicino a Wotton-under-Edge. ed hanno due figlie.